# Fotopułapka

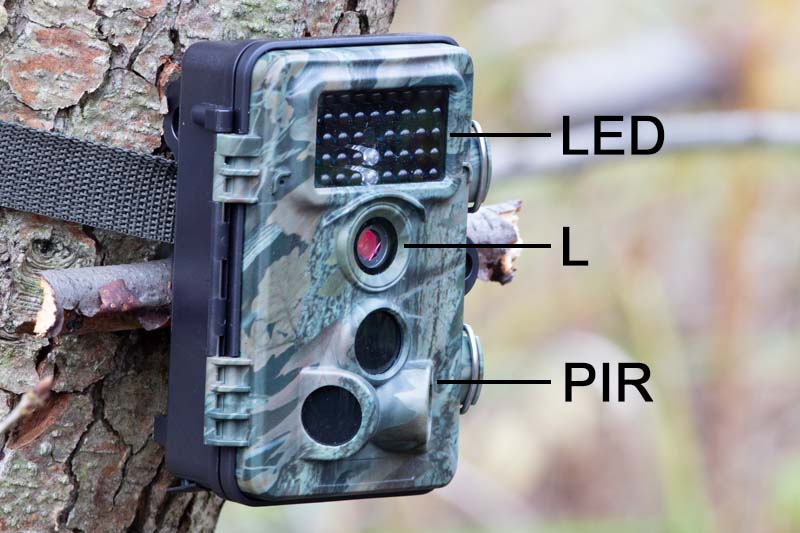
Przykładowa komercyjna kompaktowa fotopułapka (tutaj Redleaf RD1006). Oznaczenia: LED - lampa złożona z szeregu LED świecąca w podczerwieni, L - obiektyw, PIR - sensory PIR (czujniki ruchu) - centralny i boczne.

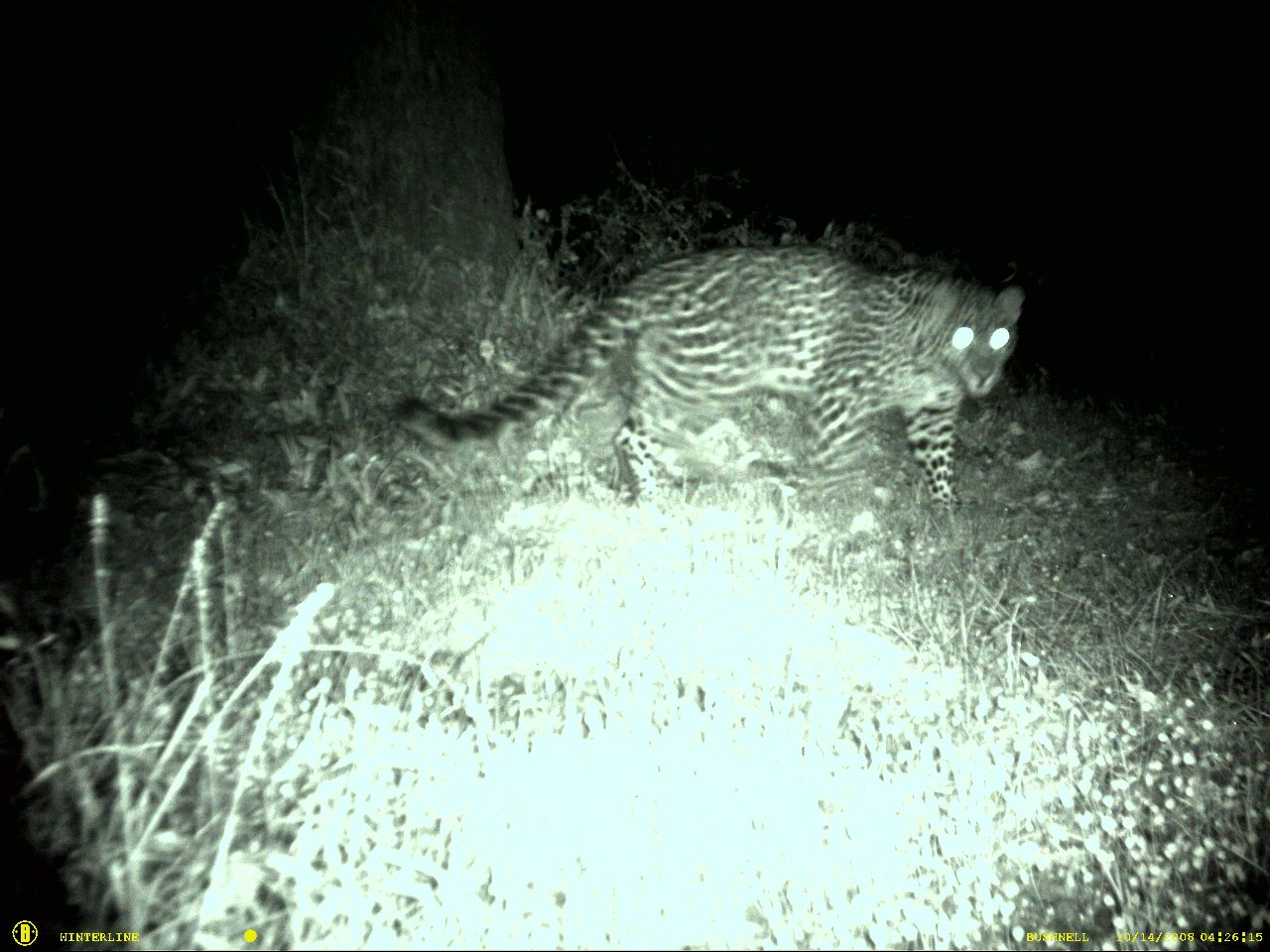
Lampart plamisty sfotografowany przy pomocy fotopułapki w Himalajach w Indiach.

Fotopułapka – urządzenie wyzwalane przez jakąś aktywność w otoczeniu samoczynnie (bez bezpośredniego udziału człowieka) i rejestrujące ją w postaci filmu lub zdjęć. Komercyjne kompaktowe fotopułapki znane są również pod nazwami kamera leśna i (rzadziej) kamera obserwacyjna.
Kompaktowe fotopułapki wyzwalane są zwykle przez czujniki ruchu wykorzystujące promieniowanie podczerwone emitowane przez zwierzęta. Często wyposażone są dodatkowo w opcję umożliwiającą stałą rejestrację obrazu w oparciu o ustalony przedział czasowy albo w sposób ciągły.
Fotopułapką może być też na przykład lustrzanka cyfrowa (DSLR) połączona z zewnętrznym czujnikiem ruchu.
Fotopułapki stosowane są głównie do filmowania lub fotografowania zwierząt bez ich niepokojenia.

## Wyzwalacze

### Czujniki podczerwieni

#### Pasywne
Pasywne czujniki podczerwieni (ang. passive infrared (PIR) sensor) są najczęściej stosownymi wyzwalaczami w nowoczesnych fotopułapkach. Są to czujniki ruchu (a dokładnie ang. heat in motion sensors). Reagują na poruszające się obiekty różniące się od tła temperaturą powierzchni, czyli emisją promieniowania podczerwonego. Znajdują zastosowanie głównie do wykrywania będących cieplejszych od tła stałocieplnych ssaków i ptaków, a czasem nawet zmiennocieplnych gadów, które okresowo mogą być cieplejsze lub chłodniejsze od tła.

#### Aktywne
Przykładem aktywnego czujnika podczerwieni (ang. active infrared (AIR) sensor) może być czujnik składający się z dwóch elementów – emitera wytwarzającego szybko pulsującą wiązkę promieniowania podczerwonego i odbierającego ją detektora (ang. „break-beam” trigger). Przerwanie tej wiązki przez przechodzące zwierzę wyzwala wykonanie zdjęcia.

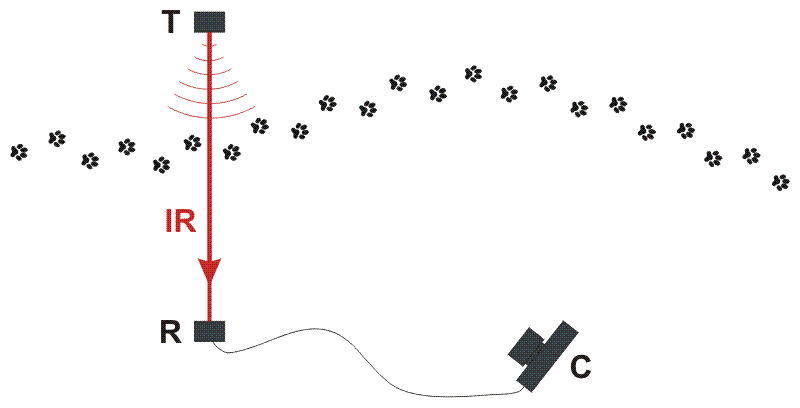
Fotopułapka z aktywnym czujnikiem podczerwieni (AIR). Oznaczenia: T - emiter, R - detektor, IR - wiązka promieniowania podczerwonego, C - aparat fotograficzny.

### Wyzwalacze mechaniczne
Są to znane od dawna urządzenia naciskane lub pociągane przez zwierzę. Mogą to być trącane lub ciągnięte linki, pedały, płytki lub nowoczesne elektroniczne bezprzewodowe podkładki reagujące na nacisk.

### Inne wyzwalacze
Pasywne czujniki podczerwieni (PIR) są zaliczane do wyzwalaczy pośrednich, natomiast aktywne (AIR) i wyzwalacze mechaniczne do bezpośrednich.
Do mniej znanych pośrednich wyzwalaczy zalicza się czujniki mikrofal oraz czujniki akustyczne, sejsmiczne (wibracji), magnetyczne. W sposób pośredni ruch mógłby być też wykrywany przez oprogramowanie analizujące obraz z kamery. Ta ostatnia metoda byłaby szczególnie przydatna pod wodą, gdzie czujniki podczerwieni nie mogą być stosowane.
Wśród wyzwalaczy wymienia się też czujniki laserowe.

## Stała rejestracja obrazu
Komercyjne kompaktowe fotopułapki mogą być dodatkowo wyposażone w opcję umożliwiającą stałą rejestrację obrazu bez udziału wyzwalacza – w oparciu o ustalony przedział czasowy albo w trybie ciągłym.
Urządzenia wykorzystujące wyłącznie stałą rejestrację obrazu według jednych autorów nie są fotopułapkami, według innych są ich grupą przeciwstawianą fotopułapkom z wyzwalaczem.

## Lampy
Gdy światło jest słabe, na przykład w nocy, komercyjne kompaktowe fotopułapki mogą używać do oświetlenia wbudowanych lamp emitujących światło widzialne lub promieniowanie podczerwone.

### Lampy emitujące promieniowanie podczerwone
Emitują promieniowanie w zakresie podczerwieni lub bliskiej podczerwieni, zwykle o długości 700-1000 nm, przy pomocy szeregów LED. Na ogół dają obraz w odcieniach szarości, rzadziej z czerwonawym odcieniem. Mogą być za to włączone dłużej, dzięki czemu umożliwiają filmowanie. Ich światło nie niepokoi też większości zwierząt.

### Lampy emitujące światło widzialne
Są to ksenonowe lampy błyskowe lub rzadziej lampy LED. Pozwalają uzyskać obraz kolorowy. Lampy ksenonowe mają za krótki czas błysku na filmowanie, lampy LED świecą nieco dłużej, a nawet mogą umożliwiać nagrywanie wideo, jednak zdjęcia otrzymane przy ich pomocy są mniej ostre. Światło widzialne niepokoi zwierzęta.

## Lustrzanka cyfrowa (DSLR) jako fotopułapka

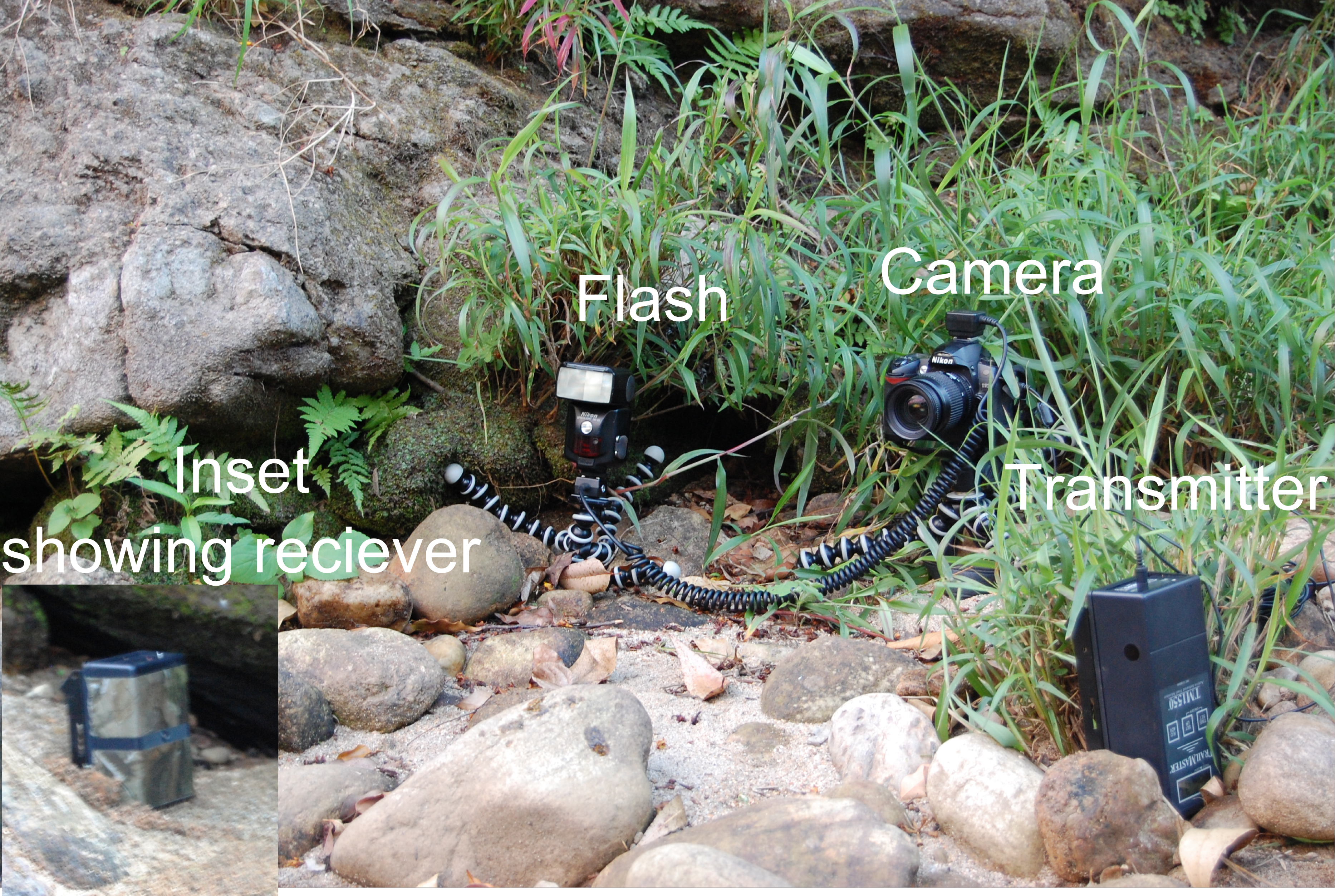
Fotopułapka składająca się z lustrzanki cyfrowej (DSLR) połączonej z aktywnym czujnikiem podczerwieni (AIR).

Oprócz komercyjnych kompaktowych fotopułapek stosowane są również na przykład fotopułapki złożone z lusutrzanki cyfrowej (DSLR) połączonej z zewnętrznym czujnikiem ruchu, lampami błyskowymi. Pozwalają one na uzyskanie zdjęć o znacznie wyższej jakości. Używane są tutaj zarówno czujniki aktywne (AIR), jak i pasywne (PIR). W przypadku czujników aktywnych możliwe jest bardziej precyzyjne przewidzenie lokalizacji fotografowanego zwierzęcia.

## Zastosowanie
Fotopułapki są stosowane w badaniach biologicznych (np. ekologicznych), ochronie przyrody, łowiectwie, fotografii przyrodniczej oraz do monitorowania w przypadku zagrożenia ze strony ludzi, np. kłusowników czy podpalaczy.